# (5081) Sanguin
(5081) Sanguin es un asteroide perteneciente al cinturón de asteroides, descubierto el 18 de noviembre de 1976 por el equipo del Observatorio Félix Aguilar desde el Complejo Astronómico El Leoncito, San Juan, Argentina.

## Designación y nombre
Designado provisionalmente como 1976 WC1. Fue nombrado Sanguin en honor al astrónomo argentino Juan Sanguin que estuvo a cargo de los programas de seguimiento de asteroides en el "Complejo Astronómico El Leoncito" durante más de veinticinco años.

## Características orbitales
Sanguin está situado a una distancia media del Sol de 2,318 ua, pudiendo alejarse hasta 2,583 ua y acercarse hasta 2,054 ua. Su excentricidad es 0,114 y la inclinación orbital 13,19 grados. Emplea 1289,72 días en completar una órbita alrededor del Sol.

## Características físicas
La magnitud absoluta de Sanguin es 12,6. Tiene 17,581 km de diámetro y su albedo se estima en 0,033. Está asignado al tipo espectral Ch según la clasificación SMASSII.